# 周佩英
周佩英（英語：Priscilla Chao，1982年9月18日—），是澳門的一位知名度較高的歌手。屬於澳門棋人娛樂製作旗下的一名歌手，她能唱擅舞，是澳門其中一位最有舞台感染力的女歌手。其獨有的哭腔唱法，增加了演繹慘情作品的情感。

## 經歷

### 幕前演出
形象健康、熱心公益的澳門女歌手，有豐富的舞台演出經驗，憑《英英》一曲，獲得《第十屆澳廣視至愛新聽力頒獎音樂會》的《至愛歌曲獎》，而一直希望透過音樂行善公益的她，在2013年推出首張個人專輯《愛天使》，更將收入全數撥捐予世界宣明會作慈善用途，同年舉行了首次個人簽唱音樂會，全場滿座。
周佩英的歌聲不只在澳門廣泛流傳，更傳到其他地區，得到多名音樂人的賞識，於《2009年澳門除夕倒數演唱會》上，與香港藝人蘇永康合唱經典作品《從不喜歡孤單一個》，進一步鞏固實力女歌手的地位。另外，她亦積極作多方面的演藝嘗試，曾參與音樂劇《芝麻高高歌劇團》和禁毒微電影《沿途很美》的幕前演出，而其中微電影的主題曲更由她主唱。

## 演出作品

### 舞台劇

#### 2012年
- 音樂劇《芝麻高高歌劇團》

### 微電影
- 禁毒微電影《沿途很美》

## 得獎作品及音樂獎項
- 2006年第一屆音樂無界限全澳青少年流行歌曲歌唱大賽冠軍
- 第四屆全澳青少年新秀歌唱創作大賽公開組 冠軍

### 2012年
- 第十屆澳廣視至愛新聽力 ── 至愛金曲獎《英英》 (主唱)

## 外部連結
- 棋人香港官方連結（页面存档备份，存于）
- 棋人香港Facebook連結
- 棋人香港Youtube頻道（页面存档备份，存于）
- 棋人澳門官方連結（页面存档备份，存于）
- 棋人澳門Youtube頻道（页面存档备份，存于）
- 周佩英Facebook連結
- 棋人香港Facebook連結